# Pobre rico (telenovela)
Pobre rico é uma telenovela chilena transmitida pela Televisión Nacional de Chile entre 23 de abril de 2012 a 11 de março de 2013 em 227 capítulos.
Trata sobre dois irmãos que descobrem que foram trocados ao nascer de forma acidental e devem trocar suas vidas em situações socio econômicas opostas.
Foi protagonizada por Simón Pešutić, Alonso Quintero, Amparo Noguera, Francisco Reis, Carolina Arregui, e Valentina Carvajal.

## Sinopse
Freddy Pérez Rivas "O Rucio" (Simón Pesutic) e Nicolás Cotapos Donoso (Alonso Quintero) levam até agora uma vida normal. São dois garotos alegres e estão muito acomodados cada um em seu mundo.
Freddy Pérez Rivas vive com sua mãe, Eloísa (Carolina Arregui), e sua irmã, Megan (Teresita Commentz), em condições econômicas modestas. Por sua vez, Nicolás vive com seus pais, Máximo (Francisco Reis) e Virginia (Amparo Noguera), e sua irmã, Julieta (Susana Hidalgo), numa família rica. 
Os Cotapos são donos do Holding C&D Investimentos e enquanto os Pérez são trabalhadores numa posto de abastecimento pertencente a este Holding. Mas experimentarão uma mudança radical e deverão enfrentar a uma notícia que mudará totalmente suas vidas: dezassete anos atrás os dois bebês de ambas famílias foram mudados ao nascer num hospital sureño. Este erro irá bagunçar a vida de ambas famílias. 
Quando todos se encontram e descobrem esta macabra trapaça, a história, convertida já numa notícia nacional pela relevância da poderosa família Cotapos, resolve-se nos tribunais. Assim, a justiça obrigará a ambos adolescentes a trocar suas vidas e conviver durante um ano com suas verdadeiras famílias biológicas. Só quando cumpram dezoito anos, os jovens poderão decidir por si sozinhos com quem ficar.

## Elenco
| Atriz/Ator         | Personagem                   |
| ------------------ | ---------------------------- |
| Francisco Reyes    | Máximo Cotapos Errazuríz     |
| Carolina Arregui   | Eloísa Rivas                 |
| Simón Pesutic      | "Freddy" Pérez/Cotapos       |
| Alonso Quintero    | Nicolás Cotapos/Pérez        |
| Amparo Noguera     | Virginia Donoso              |
| Mauricio Pesutic   | Juan Carlos Pérez            |
| Valentina Carvajal | Martina Guzmán               |
| Magdalena Müller   | Claudia Lagos                |
| Katyna Huberman    | Rosa "Rosita" Lagos          |
| Susana Hidalgo     | Julieta Cotapos Donoso       |
| Álvaro Espinoza    | Luis Felipe Tagle            |
| Gabriela Hernández | Sonia "Sonita" Hundurraga.   |
| Roberto Prieto     | César "Petaca" Parra         |
| Francisco Puelles  | Rodrigo Parra                |
| Teresita Commentz  | Megan Pérez Rivas            |
| Elvis Fuentes      | Ramiro Tapia                 |
| Fernando Kliche    | Johnny Denver                |
| César Caillet      | Alex Garrido                 |
| Nicolas Poblete    | Cristián Bascuñán            |
| Otilio Castro      | Óscar "Cachito" Cotapos      |
| Jaime Omeñaca      | Jorge "El Anaconda" Galdames |
| Bárbara Lama       | Sandra González.             |
| Ariel Mateluna     | Jorge Galdames Jr.           |
| Karla Melo         | Denise Lagos                 |

## Audiência
Pobre rico estreio média de 33,8 pontos e pico de 37 pontos de audiência, tornando-se assim em um maior fenômeno de ficção dos últimos anos. Durante os primeiros meses a telenovela manteve-se líder em seu horário entre os 25 e 30 pontos, em setembro do mesmo ano confirma-se que depois do sucesso e petição do canal a história seria alongada. À medida que os episódios avançaram e incorporaram-se personagens e histórias novas baixo o slogan de "Agora ricos e bem ricos" a audiência baixou para a casa dos 17 pontos.
No entanto o pior momento foi no verão quando em duas ocasiões chegou a marcar entre 5 e 8 pontos. Durante os meses de janeiro e fevereiro manteve-se entre 10 e 13 unidades de índice de audiência. Ao iniciar março sua audiência subiu em menor medida (entre 14 e 15 pontos). Finalmente em 11 de março de 2013 às 19.45, Pobre rico volta a marcar 17,8 pontos.

## Trilha sonora
| Intérprete                     | Tema                        | Personagem (s)               | Ator(es)/Atriz(es)                    |
| ------------------------------ | --------------------------- | ---------------------------- | ------------------------------------- |
| Buxxi / J-Kill                 | «Como tú no hay dos»        | Tema principal               | Tema principal                        |
| Los Vásquez                    | «No me quería»              | Máximo e Eloísa              | Francisco Reyes e Carolina Arregui    |
| Sie7e                          | «Yo tengo tu love»          | Freddy e Martina             | Simón Pesutic e Valentina Carvajal    |
| Carlos Baute                   | «Amarte bien»               | Freddy e Claudia             | Simón Pesutic e Magdalena Müller      |
| Prince Royce                   | «Las cosas pequeñas»        | Nicolás e Claudia            | Alonso Quinteros e Magdalena Müller   |
| Don Omar ft. Natti Natasha     | «Dutty Love»                | Julieta e Luis Felipe        | Susana Hidalgo e Álvaro Espinoza      |
| Axel                           | «Todo en mi mundo»          | Nicolás e Martina            | Alonso Quinteros e Valentina Carvajal |
| Daddy Yankee ft. Prince Royce  | «Ven conmigo»               | Rodrigo e Julieta            | Francisco Puelles e Susana Hidalgo    |
| Chico Trujillo                 | «El conductor»              | Rosa e Cesar                 | Katyna Huberman e Roberto Prieto      |
| Chico Trujillo                 | «La cosecha de mujeres»     | Virginia e Juan Carlos       | Amparo Noguera e Mauricio Pesutic     |
| Karnaza ft. Katherine Orellana | «Vamono' pal' room»         | Alex e Eloisa                | César Caillet e Carolina Arregui      |
| Maná ft. Prince Royce          | «El verdadero amor perdona» | Juan Carlos e Eloísa         | Mauricio Pesutic e Carolina Arregui   |
| Juanes                         | «La señal»                  | Sandra e Rodrigo             | Bárbara Lama y Francisco Puelles      |
| Combo Ginebracane              | «Pasto seco»                | Juan Carlos                  | Mauricio Pesutic                      |
| 3BallMTY                       | «Inténtalo»                 | Juan Carlos                  | Mauricio Pesutic                      |
| Los Tucanes de Tijuana         | «La chica sexy»             | Juan Carlos                  | Mauricio Pesutic                      |
| Axel                           | «El amor comienza»          | Julieta e Cristián           | Susana Hidalgo e Nicolás Poblete      |
| Chino & Nacho                  | «El poeta»                  | Virginia e Anaconda          | Amparo Noguera e Jaime Omeñaca        |
| Daddy Yankee                   | «Lovumba»                   | Nicolas e Denise             | Alonso Quinteros e Karla Melo         |
| Fuego                          | «Una vaina loca»            | Rodrigo e Denise             | Francisco Puelles e Karla Melo        |
| Fonseca                        | «Eres mi sueño»             | Jorge Galdámez Jr. e Martina | Ariel Mateluna e Valentina Carvajal   |
| Mario Gallo                    | «El amor De ayer»           | Virginia e Johnny            | Amparo Noguera e Fernando Kliche      |
| Chico Trujillo                 | «Gran pecador»              | Freddy                       | Simón Pesutic                         |
| Eyci and Cody                  | «Esa nena quiere»           | Kimberly e César             | Mariana Salcedo e Roberto Prieto      |
| Coti Ft. Enrique Iglesias      | «¿Dónde están corazón?»     | Cachito e Sandra             | Otilio Castro e Bárbara Lama          |
| Sonora De Llegar               | «Sudateste»                 | César                        | Roberto Prieto                        |
| Nat King Cole                  | «Cachito mío»               | Cachito                      | Otilio Castro                         |
| Paulina Rubio                  | «Me gustas tanto»           | Luis Felipe e Sandra         | Álvaro Espinoza e Barbara Lama        |
| Tito el Bambino                | «Llama al sol»              | Locações                     | Locações                              |
| Gusttavo Lima                  | «Balada boa»                | Locações                     | Locações                              |
| Don Omar                       | «Hasta que salga el sol»    | Locações                     | Locações                              |
| Katy Perry                     | «The one that got away»     | Locações                     | Locações                              |
| Tito el Bambino                | «Barquito»                  | Locações                     | Locações                              |
| Axel                           | «Todo vuelve»               | Locações                     | Locações                              |
| Lmfao                          | «Party Rock Anthem»         | Locações                     | Locações                              |

## Transmissão internacional
- Ecuador: Telerama.